# Ariane Nel
Ariane Nel (* 6. März 1996) ist eine südafrikanische Sprinterin.

## Sportliche Laufbahn
Erste internationale Erfahrungen sammelte Ariane Nel bei den Weltmeisterschaften 2017 in London, bei denen sie mit der südafrikanischen 4-mal-400-Meter-Staffel in 3:38,82 min im Vorlauf ausschied. Im Jahr darauf gelangte sie bei den Afrikameisterschaften in Asaba mit der 4-mal-100-Meter-Staffel in 45,63 s auf den vierten Platz.

## Persönliche Bestzeiten
- 200 Meter: 23,60 s (+0,3 m/s), 29. April 2017 in Kapstadt